# Karlovice (district de Zlín)
Pour les articles homonymes, voir Karlovice.
Karlovice (en allemand : Karlowitz) est une commune du district et de la région de Zlín, en République tchèque. Sa population s'élevait à 241 habitants en 2020.

## Géographie
Karlovice se trouve à 8 km au sud-ouest de Zlín, à 72 km à l'est de Brno et à 249 km au sud-est de Prague.
La commune est limitée par Zlín au nord, par Lhota à l'est, par Komárov au sud, par Napajedla au sud-ouest et par Oldřichovice à l'ouest.

## Histoire
La première mention écrite du village date de 1768.

## Transports
Par la route, Karlovice trouve à 10 km d'Otrokovice, à 12 km de Zlín, à 91 km de Brno et à 302 km de Prague.